# Biserica Sfânta Treime din Cața
Biserica Sfânta Treime din Cața este un monument istoric aflat pe teritoriul satului Cața, comuna Cața. În Repertoriul Arheologic Național, monumentul apare cu codul 40777.06.